# Pelagia
Pelagia  — рід сцифоїдних медуз родини Pelagiidae. Поширений у тропічних теплих морях. Контакт зі щупальцями цих медуз небезпечний для людини. Після дотику щупалець на тілі людини з'являється опік, схожий на опік кропивою, а при сильному ураженні залишає чітко виражені шрами.

## Опис
Види цього роду відрізняються наявністю восьми крайових щупалець (тобто тих, що відходять від країв ексумбрели), які чергуються з вісьмома простими ропаліями.

## Види
Систематика роду є мінливою та спірною. Декілька видів перенесено до інших родів. Зазвичай виділяють від одного (Pelagia noctiluca) до 7 видів. Згідно з WoRMS до роду відносять такі види:
- Pelagia cyanella Péron & Lesueur, 1810
- Pelagia discoidea Eschscholtz, 1829
- Pelagia flaveola Eschscholtz, 1829
- Pelagia noctiluca (Forsskål, 1775)
- Pelagia panopyra Péron & Lesueur, 1810